# David Fernández (wielrenner)
David Fernández Domingo (Villaconejo, 16 februari 1977) is een Spaans voormalig professioneel wielrenner.
Zijn eerste professionele overwinningen behaalde hij in 2002 toen hij de derde en vijfde etappe van de Ronde van Castilië en León won. Eerder was hij al als tweede geëindigd in de GP Llodio, had hij ereplaatsen behaald in etappes van de Ronde van Táchira, Ronde van Aragon en de Ronde van Burgos.
In 2004 reed hij de Ronde van Spanje, maar viel uit na de 14e etappe. In de zesde etappe behaalde hij knap een zesde plaats. In 2005 won hij zijn laatste koers: de Circuito de Getxo. Een jaar later verdween hij uit het profcircuit.

## Overwinningen
2002
- 3e etappe Ronde van Castilië en León
- 5e etappe Ronde van Castilië en León

2003
- 2e etappe GP Mosqueteiros-Rota do Marqués

2005
- Circuito de Getxo

## Resultaten in voornaamste wedstrijden
| Jaar | Ronde van Italië | Ronde van Frankrijk | Ronde van Spanje |
| ---- | ---------------- | ------------------- | ---------------- |
| 2001 |                  |                     | 124e             |
| 2004 |                  |                     | buiten tijd      |

- WorldCat: E39PBJqVYvm8t7byj7RCgMYHG3